# Administración pública de la Argentina

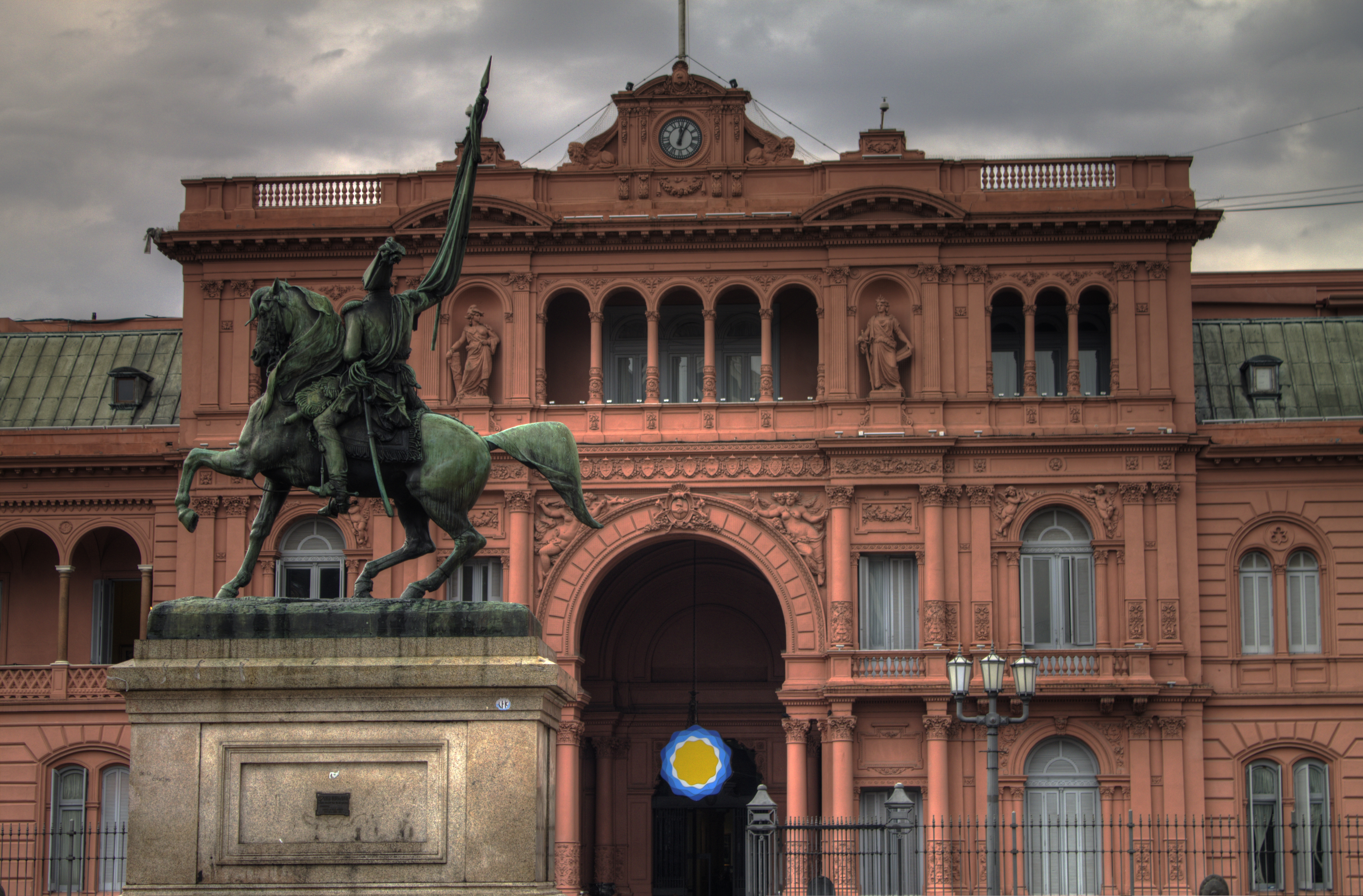
Casa Rosada, sede del Poder Ejecutivo argentino.

La administración pública de la Argentina es el conjunto de organismos estatales que realizan las funciones administrativas del Estado. En general abarca a los distintos entes y dependencias que integran el Poder Ejecutivo Nacional (PEN), y no abarca los poderes ejecutivos provinciales y de la Ciudad Autónoma de Buenos Aires, así como las administraciones municipales.
El concepto de «administración pública» es impreciso y suele ser usado con diversos alcances. En este artículo está utilizado como especie del concepto más amplio de Estado. La Administración Pública no incluye el poder legislativo ni el poder judicial. abarca las empresas estatales no incluye entes privados que prestan servicios públicos. Incluye en cambio a las entidades públicas descentralizadas y las especializadas, como los centros de enseñanza, hospitales y museos. En principio, las Fuerzas Armadas integran la administración pública, aunque poseen un régimen especial. Son un conjuntos de entidades públicas del estado nacional que realizan tareas y gestionan servicios de interés público a la comunidad. 
En todos los países modernos emplea a gran cantidad de personas, constituyendo el grueso del empleo público. En Argentina, en 2008, aproximadamente 14.8 % de la población económicamente activa estaba empleada en el sector público (en los tres poderes), tanto nacional, como provincial y municipal. Reduciéndose a 14.7 % de la población económicamente activa en 2014, superior al promedio de América Latina (estimada en 10,7 %) y menor al promedio de los países de la OCDE (15,3 % del empleo total).
La administración pública actúa mediante actos administrativos y puede ser controlada internamente por los habitantes mediante recursos administrativos regulados por el derecho administrativo (procedimiento administrativo), en una primera instancia, o por demanda judicial contra el Estado (procedimiento contencioso-administrativo), en caso de rechazo del recurso.
Los gastos de la administración pública se rigen por pautas estrictas establecidas en el presupuesto, aprobado por ley, y por las reglas establecidas en la Ley de Presupuesto de cada jurisdicción. La realización de gastos incumpliendo estas reglas constituye un delito contra la Administración Pública, establecidos en el código penal.
El personal de la administración pública está regido por reglas especiales, diferentes de las que regulan a los trabajadores de la actividad privada. En general tienen leyes especiales que contemplan sistemas de ingreso por concurso, prohibición del despedido sin causa justa ni sumario previo. En algunos casos se han establecido sistemas de negociación colectiva.

## Estructura de la administración pública argentina
Debido al sistema de organización federal adoptado por la Argentina, el Estado argentino está formado por dos grandes estructuras estatales paralelas: el estado federal (o nacional) y los estados provinciales y la Ciudad Autónoma de Buenos Aires. Cada una de estas estructuras tiene su propia administración pública, conviviendo así la administración pública nacional, con cada una de las administraciones públicas provinciales y de la Ciudad de Buenos Aires. A ellas hay que agregar los gobiernos municipales, que poseen autonomía administrativa en virtud del Artículo 123 de la Constitución Nacional.
El grueso de la administración pública en Argentina se encuentra desconcentrada en las administraciones públicas provinciales, donde se encuentra empleado más del 60% del total de los empleados públicos del país.
Entre los sectores que administran las provincias se encuentran las escuelas públicas, la policía y los centros de salud, responsables por sí mismos de la mayor parte del gasto y del empleo público.
Luego de las administraciones provinciales, los dos sectores más importantes son la Administración Pública Nacional, que emplea aproximadamente el 13% del total de empleados públicos y las administraciones municipales, que emplean en conjunto el 15% de los empleados públicos. Otro sector de consideración es el de las universidades nacionales, que en conjunto tiene el 6% del total de empleados del Estado.

## Administración Pública Nacional (federal)
La Administración Pública Nacional está integrada principalmente por el Poder Ejecutivo Nacional (PEN) y la mayor parte de los organismos bajo su mando, aunque existen algunos otros organismos federales de tipo administrativo que no dependen del PEN, como los Consejos Federales (de Educación, de Trabajo, etc.), el Consejo Interuniversitario Nacional, el Ombusman Nacional, etc. En sentido contrario, existen algunas organizaciones que dependen del PEN, pero no integran la Administración Pública, como las empresas del Estado.

## Poder Ejecutivo Nacional
El PEN es el ámbito del Estado argentino que tiene el mayor presupuesto y la mayor cantidad de funcionarios y empleados. Su conducción es unipersonal y piramidal y se encuentra encabezada por del presidente de la Nación Argentina.
Organizativamente tiene tres áreas principales:
1. El área Presidencia de la Nación y las Secretarías Presidenciales
2. El área Jefatura de Gabinete
3. Los Ministerios

### Presidencia de la Nación
El área «Presidencia de la Nación» está integrada por:
- el presidente de la Nación;
- el vicepresidente de la Nación;
- la Jefatura de Gabinete de Ministros;
- los ministerios;
- y los organismos y personal más cercanos.

Secretarías de la Presidencia
- Secretaría General
  - Casa Militar
- Secretaría Legal y Técnica
  - Subsecretaría Técnica
  - Subsecretaría de Asuntos Legales
- Secretaría de Asuntos Estratégicos
  - Subsecretaría del Conocimiento para el Desarrollo
  - Subsecretaría de Relaciones Financieras Internacionales para el Desarrollo
- Secretaría de Comunicación y Prensa
  - Subsecretaría de Comunicación y Prensa

Otros organismos de la Presidencia
- Consejo Nacional de Coordinación de Políticas Sociales
- Oficina Anticorrupción
- Procuración del Tesoro de la Nación

### Jefatura de Gabinete de Ministros

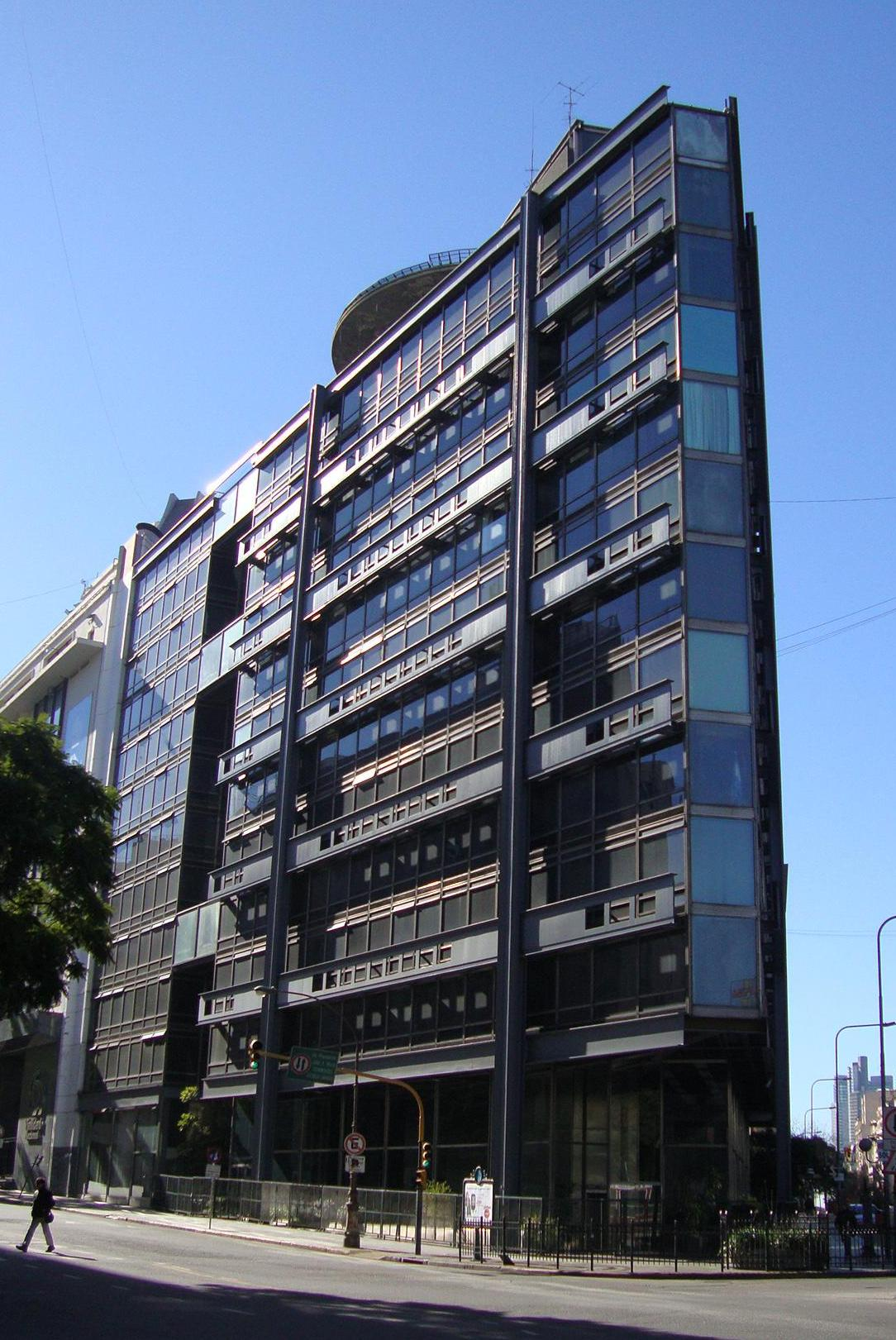
Sede de la Jefatura de Gabinete de Ministros.

La Jefatura de Gabinete de Ministros es un organismo supraministerial de la República Argentina, desempeñado por un Jefe de Gabinete, quien es el encargado directo de ejercer la administración pública nacional, designar al personal y coordinar las reuniones del gabinete de ministros, actuando como un delegado personal del Presidente de la Nación. Esta dependencia fue creada por la reforma constitucional de 1994 y sus funciones están establecidas en los artículos 100 y 101 de la Constitución Nacional.
La Jefatura de Gabinete de Ministros está constituida por:
- la Secretaría de Coordinación Presupuestaria y Coordinación del Desarrollo;
- la Secretaría de Gestión y Empleo Público;
- la Secretaría de Innovación Tecnológica del Sector Público;
- la Secretaría de Relaciones Parlamentarias y con la Sociedad Civil;
- la Secretaría de Medios y Comunicación Pública;
- la Secretaría de Políticas Integrales sobre las Drogas; y
- la Secretaría de Coordinación Administrativa.

### Ministerios
Como en la mayoría de los países presidencialistas del mundo, en la Argentina los ministros son los colaboradores directos del Presidente de la Nación y son designados y removidos a voluntad por el mismo. El conjunto de los ministros integran el Gabinete de Ministros, cuya reunión ordena el Presidente y coordina el Jefe del Gabinete de Ministros. 
Cada ministro dirige un Ministerio, encargado de un área temática de la administración nacional. 
El régimen organizativo y las funciones de las carteras ministeriales se encuentran regulados por la Ley de Ministerios n.º 22.520 y normas modificatorias. En la actualidad, el número de Ministerios de la Presidencia de la Nación Argentina asciende a 21.

### Cadena jerárquica
Uno de los mecanismos de organización de la Administración Pública es la jerarquía administrativa. Mediante la misma, dentro de cada ente, cada área funcional administrativa se va subdividiendo progresivamente en nuevas áreas, que se especializan en determinada función y que se mantienen subordinadas a la instancia inmediata superior. La jerarquía administrativa es exclusivamente funcional y se aplica solamente entre órganos de un mismo ente, no existiendo relación jerárquica entre el funcionario público y el ciudadano, ni con empleados pertenecientes a otros entes de la Administración Pública.
1. Secretarías ministeriales o secretarías de ministerios
2. Subsecretarías
3. Direcciones nacionales
4. Direcciones generales
5. Direcciones
6. Departamentos
7. Divisiones

Fuera de la estructura jerárquica existen también Organismos fuera de nivel, que dependen directamente del órgano máximo.

### Organismos descentralizados
Los organismos descentralizados son entidades de la Administración Pública Nacional que tienen patrimonio propio y personería jurídica. 
- Presidencia de la Nación.[6]
  - Sindicatura General de la Nación (SIGEN)
  - Agencia Federal de Inteligencia (AFI)
  - Autoridad Regulatoria Nuclear (ARN)
  - Administración General de Museos y Archivos Presidenciales
  - Agencia Nacional de Discapacidad (ANDIS)

- Jefatura de Gabinetes de Ministros[7]
  - Agencia de Administración de Bienes del Estado (AABE)
  - Agencia de Acceso a la Información Pública (AAIP)
  - Ente Nacional de Comunicaciones (ENACOM)

- Ministerio de Agricultura, Ganadería y Pesca[10]
  - Instituto Nacional de Investigación y Desarrollo Pesquero (INIDEP)
  - Instituto Nacional de Tecnología Agropecuaria (INTA)
  - Instituto Nacional de Vitivinicultura (INV)
  - Instituto Nacional de Semillas (INASE)
  - Servicio Nacional de Sanidad y Calidad Agroalimentaria (Senasa)

- Ministerio de Ambiente y Desarrollo Sostenible[11]
  - Administración de Parques Nacionales (APN)

- Ministerio de Ciencia, Tecnología e Innovación[12]
  - Consejo Nacional de Investigaciones Científicas y Técnicas (Conicet)
  - Banco Nacional de Datos Genéticos (BNDG)
  - Comisión Nacional de Actividades Espaciales (CONAE)
  - Agencia Nacional de Promoción de la Investigación, el Desarrollo Tecnológico y la Innovación

- Ministerio de Cultura[13]
  - Ballet Nacional
  - Biblioteca Nacional de la República Argentina
  - Cinemateca y Archivo de la Imagen Nacional
  - Fondo Nacional de las Artes (FNA)
  - Instituto Nacional de Cine y Artes Audiovisuales (INCAA)
  - Instituto Nacional de la Música (INAMU)
  - Instituto Nacional del Teatro (INT)
  - Instituto Nacional «Juan Domingo Perón» de Estudios e Investigaciones Históricas, Sociales y Políticas
  - Teatro Nacional Cervantes (TNC)

- Ministerio de Defensa[14]
  - Instituto de Ayuda Financiera para Pago de Retiros y Pensiones Militares (IAFPRPM)
  - Instituto Geográfico Nacional (IGN)
  - Servicio Meteorológico Nacional (SMN)
  - Universidad de la Defensa Nacional (UNDEF)

- Ministerio de Desarrollo Productivo[15]
  - Instituto Nacional de la Propiedad Industrial (INPI)
  - Instituto Nacional de Asociativismo y Economía Social (INAES)
  - Instituto Nacional de Tecnología Industrial (INTI)
  - Servicio Geológico Minero Argentino (SEGEMAR)

- Ministerio de Economía[16]
  - Administración Federal de Ingresos Públicos (AFIP)
  - Comisión Nacional de Energía Atómica (CNEA)
  - Comisión Nacional de Valores (CNV)
  - Ente Nacional Regulador de la Electricidad (ENRE)
  - Ente Nacional Regulador del Gas (ENARGAS)
  - Superintendencia de Seguros de la Nación (SSN)
  - Tribunal Fiscal de la Nación (TFN)
  - Unidad de Información Financiera (UIF)

- Ministerio de Educación[17]
  - Comisión Nacional de Evaluación y Acreditación Universitaria (CONEAU)
  - Fundación Miguel Lillo

- Ministerio del Interior[18]
  - Dirección Nacional de Migraciones (DNM)
  - Dirección Nacional del Registro Nacional de las Personas (RENAPER)

- Ministerio de Justicia y Derechos Humanos[19]
  - Agencia Nacional de Materiales Controlados (ANMaC)
  - Centro Internacional para la Promoción de los Derechos Humanos (CIPDH)
  - Instituto Nacional de Asuntos Indígenas (INAI)
  - Instituto Nacional contra la Discriminación, la Xenofobia y el Racismo (INADI)

- Ministerio de Obras Públicas[20]
  - Dirección Nacional de Vialidad (DNV)
  - Ente Nacional de Obras Hídricas de Saneamiento (ENOHSA)
  - Instituto Nacional del Agua (INA)
  - Organismo Regulador de Seguridad de Presas (ORSP)
  - Tribunal de Tasaciones de la Nación (TTN)

- Ministerio de Relaciones Exteriores, Comercio Internacional y Culto[21]
  - Cascos Blancos

- Ministerio de Salud[22]
  - Superintendencia de Servicios de Salud
  - Administración Nacional de Medicamentos, Alimentos y Tecnología Médica (ANMAT)
  - Administración Nacional de Laboratorios e Institutos de Salud «Dr. Carlos Malbrán» (ANLIS)
  - Agencia Nacional de Laboratorios Públicos (ANLAP)
  - Colonia Nacional «Dr. Manuel Montes de Oca»
  - Instituto Nacional Central Único Coordinador de Ablación e Implante (INCUCAI)
  - Instituto Nacional del Cáncer
  - Instituto Nacional de Rehabilitación Psicofísica del Sur «Dr. Juan Otimio Tesone»
  - Hospital Nacional «Prof. Alejandro A. Posadas»
  - Hospital Nacional «Baldomero Sommer»
  - Hospital Nacional en Red Especializado en Salud Mental y Adicciones «Lic. Laura Bonaparte»

- Ministerio de Seguridad[23]
  - Caja de Retiros, Jubilaciones y Pensiones de la Policía Federal

- Ministerio de Trabajo, Empleo y Seguridad Social[24]
  - Administración Nacional de la Seguridad Social (ANSES)
  - Superintendencia de Riesgos del Trabajo (SRT)

- Ministerio de Transporte[25]
  - Administración Nacional de Aviación Civil (ANAC)
  - Agencia Nacional de Seguridad Vial (ANSV)
  - Comisión Nacional de Regulación del Transporte (CNRT)
  - Ente Nacional de Control y Gestión de la Vía Navegable
  - Junta de Seguridad en el Transporte
  - Organismo Regulador del Sistema Nacional de Aeropuertos (ORSNA)

- Ministerio de Turismo y Deportes[26]
  - Instituto Nacional de Promoción Turística (INPROTUR)
  - Comisión Nacional Antidopaje (CNAD)
  - Ente Nacional de Alto Rendimiento Deportivo (ENARD)

### Organismos desconcentrados
Los organismos desconcentrados son entidades de la Administración Pública Nacional con cierta autonomía técnica y funcional, pero no poseen personería jurídica ni patrimonio propio sino a través de la dependencia central de la que dependen.
- Presidencia de la Nación.[27]
  - Consejo Nacional de Coordinación de Políticas Sociales.
    - Comisión Nacional Asesora para la Integración de las Personas con Discapacidad (CONADIS)
    - Consejo Nacional de las Mujeres

- Ministerio de Ciencia, Tecnología e Innovación Productiva.[28]
  - Agencia Nacional de Promoción Científica y Tecnológica.
  - Fondo Argentino Sectorial (FONARSEC).
  - Fondo de Promoción de la Industria del Software (FONSOFT).
  - Fondo para la Investigación Científica y Tecnológica (FONCyT).
  - Fondo Tecnológico Argentino (FONTAR).
  - Unidad de Control de Gestión y Asuntos Legales.

- Ministerio de Cultura[13]
  - Centro Cultural del Bicentenario «Presidente Dr. Néstor Carlos Kirchner»
  - Comisión Nacional de Monumentos, de Lugares y de Bienes Históricos
  - Comisión Nacional Protectora de Bibliotecas Populares (CONABIP)
  - Instituto Sanmartiniano
  - Instituto Nacional Belgraniano
  - Instituto Nacional Browniano
  - Instituto Nacional de Investigaciones Históricas Eva Perón
  - Instituto Nacional de Investigaciones Históricas Juan Manuel de Rosas
  - Instituto Nacional Newberiano
  - Instituto Nacional Yrigoyeneano
  - Museo Nacional de Bellas Artes
  - Parque Tecnópolis del Bicentenario, Ciencia, Tecnología, Cultura y Arte

- Ministerio de Defensa[14]
  - Estado Mayor Conjunto de las Fuerzas Armadas (EMCFFAA)
  - Estado Mayor General del Ejército (EMGE)
  - Estado Mayor General de la Armada (EMGA)
  - Estado Mayor General de la Fuerza Aérea (EMGFA)

- Ministerio de Desarrollo Productivo[15]
  - Comisión Nacional de Defensa de la Competencia
  - Comisión Nacional de Servicio Exterior
  - Unidad Productora del Régimen Nacional de Venta Única de Comercio Exterior Argentino

- Ministerio de Desarrollo Social[29]
  - Comisión Nacional de Coordinación del Programa de Promoción del Microcrédito por el Desarrollo de la Economía Social

- Ministerio de Economía[16]
  - Instituto Nacional de Estadística y Censos (INDEC)

- Ministerio de Educación[17]
  - Instituto Nacional de Educación Tecnológica (INET)
  - Instituto Nacional de Formación Docente (INFD)

- Ministerio de Justicia y Derechos Humanos[19]
  - Archivo Nacional de la Memoria
  - Dirección Nacional del Servicio Penitenciario Federal
  - Museo de Sitio ESMA (ex Centro Clandestino de Detención, Tortura y Exterminio)
  - Procuración del Tesoro de la Nación

- Ministerio de Obras Públicas[20]
  - Instituto Nacional de Prevención Sísmica (INPRES)

- Ministerio de Producción.[30]
  - Comisión Nacional de Comercio Exterior.
  - Comisión Nacional de Defensa de la Competencia.

- Ministerio de Salud[22]
  - Instituto Nacional de Medicina Tropical (INMET)

- Ministerio de Seguridad[23]
  - Prefectura Naval Argentina (PNA)
  - Policía de Seguridad Aeroportuaria (PSA)
  - Policía Federal Argentina (PFA)
  - Gendarmería Nacional Argentina (GNA)

- Ministerio de Transporte[25]
  - Instituto Argentino del Transporte
  - Unidad Ejecutora de la Obra de Soterramiento del Corredor Ferroviario Caballito-Moreno de la Línea Sarmiento

### Otros entes
Jefatura de Gabinete
- Correo Oficial de la República Argentina
- Corporación Antiguo Puerto Madero
- Contenidos Públicos
- Empresa Argentina de Soluciones Satelitales (AR-SAT)
- Radio y Televisión Argentina (RTA)
- Télam

Ministerio de Agricultura, Ganadería y Pesca
- Instituto Nacional de la Yerba Mate (INYM)
- Innovaciones Tecnológicas Agropecuarias

Ministerio de Ciencia, Tecnología e Innovación
- Vehículo Espacial de Nueva Generación (VENG)

Ministerio de Defensa
- Fabricaciones Militares (FM)
- Construcción de Viviendas para la Armada (COVIARA)
- Corporación Interestadual Pulmarí
- Fábrica Argentina de Aviones «Brigadier San Martín» (FAdeA)
- Instituto de Obra Social de las Fuerzas Armadas (IOSFA)
- Tandanor SACIYP

Ministerio de Desarrollo Productivo
- Yacimientos Mineros Agua de Dionisio (YMAD)
- Polo Tecnológico Constituyentes
- Corporación del Mercado Central de Buenos Aires
- Banco de Inversión y Comercio Exterior (BICE)

Ministerio de Defensa
- Casa de Moneda
- Banco Central de la República Argentina (BCRA)
- Banco de la Nación Argentina (BNA)
- Banco Hipotecario
- Comisión Técnica Mixta de Salto Grande
- Compañía Mixta Argentino-Paraguaya del Río Paraná
- Dioxitek
- Energía Argentina
- Ente Binacional Yacyretá
- Nucleoeléctrica Argentina
- Unidad Especial del Sistema de Transmisión de Energía Eléctrica
- Yacimientos Carboníferos Río Turbio (YCRT)
- YPF
- YPF Gas

Ministerio de Educación
- Educ.ar
- Servicio de Radio y Televisión de la Universidad Nacional de Córdoba
- Radio de la Universidad Nacional del Litoral

Ministerio de Justicia y Derechos Humanos
- Dirección de Obra Social del Servicio Penitenciario Federal
- Instituto Universitario Nacional de Derechos Humanos «Madres de Plaza de Mayo»

Ministerio de Obras Públicas
- Agua y Saneamientos Argentinos (AYSA)
- Ente Regulador de Agua y Saneamiento (ERAS)
- Agencia de Planificación (APLA)
- Autoridad de Cuenca Matanza Riachuelo (ACUMAR)
- Entidad Binacional para el Proyecto Túnel Internacional Paso Las Leñas (EBILEÑAS)
- Entidad Binacional para el Proyecto Túnel Internacional Paso de Agua Negra (EBITAIN)
- Entidad Binacional para el Proyecto Túnel de Baja Altura Ferrocarril Transandino Central (EBIFETRA)
- Corredores Viales

Ministerio de Salud
- Instituto Nacional de Servicios Sociales para Jubilados y Pensionados (INSSJP)

Ministerio de Seguridad
- Superintendencia de Bienestar de la Policía Federal

Ministerio de Trabajo, Empleo y Seguridad Social
- Registro Nacional de Trabajadores Rurales y Empleadores (RENATRE)

Ministerio de Transporte
- Administración de Infraestructuras Ferroviarias
- Administración General de Puertos
- Aerolíneas Argentinas
- Belgrano Cargas y Logística
- Empresa Argentina de Navegación Aérea (EANA)
- Ferrocarriles Argentinos
- Desarrollo del Capital Humano Ferroviario (DECAHF)
- Intercargo
- Operadora Ferroviaria
- Playas Ferroviarias de Buenos Aires

#### Otros entes
- Administradora de Recursos Humanos Ferroviarios Sociedad Anónima con Participación Estatal Mayoritaria.
- Austral Líneas Aéreas - Cielos del Sur S.A.
- Compañía Administradora del Mercado Eléctrico Mayorista S.A. (CAMMESA)
- Fondo de Capital Social (FONCAP).
- Lotería Nacional
- INTESA (Ingeniería Técnica S.A)
- Emprendimientos Energéticos Binacionales S.A
- Energía Argentina S.A (ENARSA)
- Banco de Inversión y Comercio Exterior S.A
- Nuevos Ferrocarriles Argentinos
- Combustibles Nucleares Argentinos S.A
- Empresa Neuquina de Ingeniería Nuclear S.A

## Administraciones públicas provinciales
Las provincias argentinas ejercen todo el poder no delegado a la nación. Todas tienen un Poder Ejecutivo unipersonal a cargo de un gobernador electo por voto directo.
Cada provincia organiza su propia administración pública, de acuerdo a su propia constitución y sus leyes.